# Карнеги, Джон, 1-й граф Нортеск
Джон Карнеги, 1-й граф Нортеск (англ. John Carnegie, 1st Earl of Northesk; ок. 1569 — 8 января 1667) — шотландский дворянин, поддерживавший роялистов во время Войны трёх королевств.

## Биография
Сын Дэвида Карнеги из Киннэрда (1559—1598) и Эуфемы Уэмисс (? — 1593), дочери Джона Уэмисса из Уэмисса. Младший брат — Дэвида Карнеги, 1-го графа Саутеска (1575—1658).
Джон Карнеги проживал в замке Инглисмальди.
1 марта 1595/1596 года его отец передал ему Эйти и Кикстоун в Форфаршире. В 1610 году Джон Карнеги был произведен в рыцари. Дважды занимал должность шерифа Форфаршира в 1620 и 1634 годах.
20 апреля 1639 года для него был создан титул 1-го лорда Лура (Пэрство Шотландии), а 1 ноября 1647 года ему был пожалован титул 1-го графа Эйти. После победы парламентариев под руководством Оливера Кромвеля он получил амнистию в 1654 году по Акту о благодати Кромвеля в обмен на штраф в размере 6000 фунтов стерлингов. Позже штраф был уменьшен до 2000 фунтов стерлингов.
После Реставрации короля Карла II его титулы были переименованы в графа Нортеска и лорда Роузхилла и Инглисмальди 25 октября 1666 года.
Джон Карнеги скончался 8 января 1667 года.

## Семья
Граф Нортеск был дважды женат. Он женился первым браком на Магдалине Халибертон (1580 — 10 марта 1650), дочери сэра Джеймса Халибертона и Маргарет Скримджер. Дети от первого брака:
- Дэвид Карнеги, 2-й граф Нортеск (? — 12 декабря 1679), старший сын и преемник отца.
- Достопочтенный Джон Карнеги, женат на Маргарет Эрскин, дочери сэра Александра Эрскина из Дана
- Леди Энн Карнеги, она вышла замуж за Патрика Вуда, сына сэра Генри Вуда из Боннингтона
- Леди Марджори Карнеги, в первом браке за Джеймсом Скоттом, сыном сэра Джона Скотта из Скотстарвита, во втором — за Джоном Престоном из Олдри.
- Леди Джин Карнеги, в первом браке за Александром Линдсеем, сыном 2-го лорда Спайни, во втором — за Джоном Линдсеем из Эдзелла.
- Леди Магдалина Карнеги, она вышла замуж за Уильяма Грэма из Клэверхауза.

29 апреля 1652 года лорд Нортеск вторично женился на Марджери Мол, дочери Эндрю Мола, от брака с которой у него не было детей.